# Nizza Monferrato
Nizza Monferrato is een gemeente in de Italiaanse provincie Asti (regio Piëmont) en telt 10.027 inwoners (31-12-2004). De oppervlakte bedraagt 30,4 km², de bevolkingsdichtheid is 330 inwoners per km².

## Demografie
Nizza Monferrato telt ongeveer 4270 huishoudens. Het aantal inwoners daalde in de periode 1991-2001 met 0,1% volgens cijfers uit de tienjaarlijkse volkstellingen van ISTAT.
| Jaar | Inwoneraantal |
| ---- | ------------- |
| 1991 | 10.031        |
| 2001 | 10.019        |

## Geografie
De gemeente ligt op ongeveer 137 m boven zeeniveau.
Nizza Monferrato grenst aan de volgende gemeenten: Calamandrana, Castel Boglione, Castelnuovo Belbo, Castelnuovo Calcea, Fontanile, Incisa Scapaccino, Mombaruzzo, San Marzano Oliveto, Vaglio Serra, Vinchio.